# Trujillo (Honduras)
Trujillo – nadbrzeżne miasto w północnym Hondurasie, w departamencie Colón. Według Spisu Powszechnego z 2013 roku liczy 16,5 tys. mieszkańców. Zostało założone 18 maja 1525 roku i tym samym jest jedną z najstarszych miejscowości w kraju. Jest pierwszym dowodem dominacji Hiszpanii na terytorium Hondurasu. Do 1544 roku liczyło około 15 mieszkańców. 
Trujillo jest ważnym ośrodkiem turystycznym Hondurasu, słynącym z piaszczystych plaż i spokojnych wód. W pobliżu znajduje się Park Narodowy Capiro Calentura. 
W mieście znajduje się port lotniczy Trujillo.